# Gilbert Kaburu
Gilbert Kaburu (8 novembre 1981) è un ex nuotatore ugandese, specializzato nello stile libero.

## Biografia
Rappresentò l'Uganda ai Giochi olimpici estivi di Pechino 2008, dove ottenne l'82º tempo nelle batterie dei 50 m stile libero e fu eliminato.
Poco dopo le Olimpiadi, ha annunciato il suo ritiro dalla carriera  agonistica, per continuare il suo percorso di studi presso il TCNJ’s Graduate Global Programs a Johannesburg, in Sudafrica.